# MOPSLinux
MOPSLinux — российская свободно распространявшаяся операционная система на основе GNU/Linux, построенная на основе Slackware для архитектур i686 и x86_64. Проект MOPSLinux развивался НПО «Сеть» с начала 2000-х годов, и был закрыт 9 апреля 2010 года в связи с нерентабельностью. После закрытия проекта, команда разработчиков MOPSLinux самостоятельно продолжила развитие дистрибутива под новым названием AgiliaLinux, в настоящее время не поддерживаемого.

## Общие сведения
Первый публичный выпуск MOPSLinux 2.0 Server, вышедший в ноябре 2004 года, был ориентирован на использование на серверах. Однако, уже со следующей версии MOPSLinux стал универсальным, пригодным как для серверов, так и для персональных компьютеров. Репозиторий дистрибутива обновлялся постоянно, выход нового релиза осуществлялся 1-2 раза в год. При этом, дистрибутив не просто выравнивался с новой версией Slackware, но и существенно модифицировался с обязательным сохранением обратной совместимости. MOPSLinux отличается от Slackware поддержкой русского языка, программой установки, набором программ и собственными конфигурационными утилитами. Проект имел свой форум и пользовательский файловый архив.
В качестве системы управления пакетами в MOPSLinux используется своя собственная система MPKG (для GUI существует оболочка MANAGER2), формат пакетов tgz, но была совместмость и с txz (формат пакетов в Slackware). В версии 7.0 был совершен практически полный переход на txz.

## Основные компоненты
Последней версией дистрибутива MOPSLinux является 7.0, выпущенная в апреле 2010 года. Эта сборка содержит в себе, среди прочих, следующие пакеты:
- ядро Linux 2.6.32.10 (обычное и bfs);
- web-сервер Apache 2.2.15, PHP 5.2.13 (с поддержкой MySQL и PostgreSQL);
- файл-сервер Samba 3.4.7;
- FTP-серверы proFTP 1.3.3, vsFTP 2.2.2;
- система печати CUPS 1.4.2, hplip 3.10.2;
- серверы электронной почты Sendmail 8.14.3, XMail 1.27;
- графический сервер Xorg-server 1.7.6;
- окружения рабочего стола KDE 4.4.2, XFCE git20100331, LXDE 0.5.0, менеджер окон Openbox 3.4.11;
- офисный пакет OpenOffice.org 3.2.0 Sun;
- веб-браузеры Mozilla Firefox 3.6.3, Opera 10.10, Google Chrome 5.0.342.7;
- клиент электронной почты Mozilla Thunderbird 3.0.4;
- среды программирования KDevelop 3.9.99, Gambas 3.0_svn2705, FPC 2.2.4, Lazarus 0.9.28.2;
- графические библиотеки Qt 4.6.2, GTK+ 1.2.10, GTK+2 2.18.9;
- система символьных вычислений Maxima с графическим интерфейсом wxMaxima;
- серверы баз данных PostgreSQL 8.4.3, MySQL 5.1.45;

В октябре 2011 года вышла версия AgiliaLinux 8. В декабре 2012 года вышла обновлённая версия, AgiliaLinux 8.1.1.

## Системные требования
Дистрибутив может быть установлен на персональный компьютер с процессором Intel или AMD, жестким диском объёмом от 1 ГБ (в зависимости от устанавливаемой конфигурации) и оперативной памятью не менее 64 Мбайт.

## Условия распространения
Дистрибутив операционной системы MOPSLinux распространялся на CD и DVD дисках, а также через Интернет.
MOPSLinux распространялся в соответствии с договором-офертой на использование MOPSLinux.
Дистрибутив содержит установочные диски, диски с исходными текстами программ и документацию.
Разработчик дистрибутива MOPSLinux — ЗАО "НПО «Сеть», https://web.archive.org/web/20090207034538/http://mopslinux.org/.
Издатель и распространитель в России — LinuxCenter, http://www.linuxcenter.ru.
Распространитель в Казахстане — www.LinuxCenter.kz, http://www.linuxcenter.kz.

## Техническая поддержка
После выпуска MOPSLinux 7.0 его техническая поддержка была прекращена.